# Bij ons in de PC
Bij ons in de PC is een Nederlands televisieprogramma, dat werd uitgezonden door de KRO tussen 15 november 2007 en 27 augustus 2011, gepresenteerd door Jort Kelder. Het programma vertoont reportages waarbij Kelder rijke mensen interviewt in de P.C. Hooftstraat te Amsterdam. Vanaf het derde seizoen werden er ook reportages uitgezonden die niet in de P.C. Hooftstraat zijn opgenomen, zoals in rijke buurten van Den Haag, Wassenaar of in het Gooi.
Op 7 juli 2011 werd Hendrik van der Steenhoven, een van de terugkerende gasten van het programma, dood in de gracht rondom zijn woning in Culemborg gevonden. Tot zover sluit de politie een misdrijf uit.

## De naam
De naam van het programma komt af van de P.C. Hooftstraat, die in de wandelgangen 'de PC' wordt genoemd en waar de meeste reportages worden opgenomen.

## Trivia
- Het laatste seizoen werd gekenmerkt door Joris Lam, waaraan de hoge kijkcijfers worden toegeschreven.
- Het excentrieke stel Frank Jansen en Rogier Smit die in vijf afleveringen te zien waren kregen in 2018 hun eigen televisieprogramma genaamd Paleis voor een prikkie.